# ナレンドラ・ラージャ・ラクシュミー・デビー
ナレンドラ・ラージャ・ラクシュミー・デビー（Narendra Rajya Lakshmi Devi, 生年不詳 - 1775年1月11日）は、ネパール王国の君主プリトビ・ナラヤン・シャハの王妃。ナレーンドラ・ラクシュミー（ナレンドラ・ラクシュミー）とも呼ばれる。

## 生涯
ヴァーラーナシーのラージプート（あるいはバラモン）であるアヒマーナ・シンハ（アビマン・シンハ）の娘として生まれた。
1740年2月、ゴルカ王太子（のちゴルカ王、ネパール王）プリトビ・ナラヤン・シャハとゴーラクプルで結婚した。
1751年4月16日、のちのネパール王となるプラタープ・シンハ・シャハを出産した。
1775年1月11日、夫のプリトビ・ナラヤンの死を受けて、寡婦殉死（サティー）した。